# Jacek Perzyk
Jacek Perzyk (ur. 10 lutego 1969 w Warszawie) – polski piłkarz występujący na pozycji obrońcy i pomocnika.

## Życiorys
Seniorską karierę rozpoczynał w 1988 roku w RKS Ursus. Na początku 1991 roku przeszedł do Legii Warszawa. W I lidze zadebiutował 6 kwietnia w wygranym 2:0 meczu z Motorem Lublin. Ogółem w Legii wystąpił w 12 meczach w lidze. W styczniu 1992 roku został zawodnikiem Polonii Warszawa, dla której rozegrał łącznie 40 meczów w II lidze, zdobywając dwie bramki. Następnie, do 1999 roku, występował w fińskich klubach: FC Haka, Rovaniemen Palloseura, Vaasan Palloseura, Tampereen Pallo-Veikot i Jyväskylän JK, z krótkimi epizodami w RKS Ursus, Świcie Nowy Dwór Mazowiecki i Dolcanie Ząbki. W latach 1994–1999 rozegrał 78 spotkań w Veikkausliidze, w których zdobył osiem goli. Następnie powrócił do Polski, podpisując kontrakt z Dolcanem Ząbki. W 2000 roku awansował z tym klubem do II ligi, a w sezonie 2000/2001 wystąpił w 23 meczach w lidze. W latach 2002–2004 występował w RKS Ursus, po czym zakończył karierę.

## Statystyki ligowe
| Sezon         | Klub                      | Liga          | Mecze | Gole |
| ------------- | ------------------------- | ------------- | ----- | ---- |
| 1990/1991 (w) | Legia Warszawa            | I liga        | 7     | 0    |
| 1991/1992 (j) | Legia Warszawa            | I liga        | 5     | 0    |
| 1991/1992 (w) | Polonia Warszawa          | II liga       | 17    | 2    |
| 1992/1993     | Polonia Warszawa          | II liga       | 23    | 0    |
| 1993 (j)      | FC Haka                   | Veikkausliiga | ?     | ?    |
| 1994          | Rovaniemen Palloseura     | Veikkausliiga | 22    | 1    |
| 1995          | Rovaniemen Palloseura     | Veikkausliiga | 25    | 4    |
| 1996          | Vaasan Palloseura         | Veikkausliiga | 18    | 3    |
| 1997          | Tampereen Pallo-Veikot    | Veikkausliiga | 24    | 7    |
| 1997/1998     | Świt Nowy Dwór Mazowiecki | II liga       | 8     | 0    |
| 1998          | Jyväskylän JK             | Ykkönen       | 1     | 0    |
| 1998/1999 (j) | Dolcan Ząbki              | III liga      | ?     | ?    |
| 1999          | Rovaniemen Palloseura     | Veikkausliiga | 13    | 0    |
| 1999/2000 (w) | Dolcan Ząbki              | III liga      | ?     | ?    |
| 2000/2001     | Dolcan Ząbki              | II liga       | 23    | 0    |